# چن کیی
چن کیی (انگلیسی: Chen Keyi؛ زادهٔ ۲۳ ژوئیهٔ ۱۹۹۵) بازیکن زن راگبی ۷ نفره اهل چین است.
وی در مسابقات کشوری و بین‌المللی در مجموع برندهٔ ۲ مدال طلا، ۱ مدال نقره شده‌است.